# Szent Pál-sziget (Francia déli és antarktiszi területek)
A Szent Pál-sziget (franciául Île Saint-Paul) az Indiai-óceán déli medencéjének egyik – 1893 óta – francia fennhatóság alá tartozó, a Francia déli és antarktiszi területek részét képező, apró és lakatlan szigete.

## Földrajza
A vulkanikus eredetű sziget 92 kilométerre délre fekszik a legközelebbi szárazföldtől, az Amszterdam-szigettől. A 3,9 km hosszú és 2,5 km széles szárazföld 268 méterrel emelkedik az óceán fölé (Crète de la Novara). A háromszög alakú szigeten ma is megfigyelhető a jellegzetes, elsődleges vulkáni forma: a középső részbe mélyedő 1,8 kilométeres kaldera, amelynek keleti oldalát a tenger eróziója vagy egy kitörés ereje megsemmisítette. Így keletkezett a Bassin du Cratère nevű 80 m mély, szélvédett öböl, melynek bejáratát keskeny turzások szűkítik le. Korábban itt volt a közeli vizeken járó bálna- és fókavadászok telepe.
A történelmi időkből egyetlen kitörése ismert, amely 1793-ban zajlott le a vulkán délnyugati lejtőjén. Az öböl partján hőforrások, a kaldera szegélyén fumarolák utalnak a jelenleg alvó tűzhányóra.

## Történelme
A szigetet valószínűleg portugál hajósok látták meg először a 16. század folyamán, az első írásos említés 1559-ből való. Ebben az időben nagyon fontos navigációs szerepe volt. Elsőként William De Vlamingh léphetett a szárazföldre 1696-ban, tőle származik a legkorábbi, viszonylag részletes leírás is. Az első tudományos expedíció 1857-ben járt a Szent Pál-szigeten.
1871-ben itt szenvedett hajótörést a brit királyi flotta Megaera nevű fregattja. Legénysége a mentőalakulat érkezéséig 3 hónapot töltött a lakatlan szigeten.
Charles Lightoller – aki évtizedekkel később a Titanic másodkapitányaként vált ismertté – 1889-ben szintén itt járt szerencsétlenül. Nyolc napot töltött a szigeten, amíg ki nem mentették. Hajótörését Titanic and Other Ships című önéletrajzi könyvében örökítette meg, amelyben kalózok, majd később a – második világháború alatt – németek által állítólag elrejtett kincsekről ír.
1928-ban egy breton vállalkozó, René Bossière mintegy harminc ember letelepítésével langusztakonzerv-üzemet hozott létre a kráter peremén. A sziget egyetlen kapcsolatát jelentő L'Austral teherhajó 1930 márciusában elhagyva a szigetet, az üzem, a felszerelés és az épületek karbantartására 7 embert hagyott ott. 6 férfit és egy várandós nőt. Az ígért 2-3 hónap helyett a hajó csak azév decemberében tért vissza. Ekkor a szigeten már csak 3 túlélő tartózkodott. Ketten gennyes lábseb-fertőzésben hunytak el. 1 fő kenun próbált eljutni a szomszédos Amsterdam-szigetre, de eltűnt a tengeren, valamint az időközben megszületett kisfiú is meghalt két hónapos korában. A túlélők és az elhunytak rokonai pert indítottak munkáltatójuk, a Le Havre-i "La Langouste française" nevű cég ellen és hat év pereskedés után a fellebbviteli bíróság nekik adott igazat, különböző mértékű kártérítésre ítélve a vállalatot.

## Állatvilága
Számtalan tengeri madár – köztük különösen sok csér- (Sternidae) és szulaféle (Sulidae) – fészkel a szigeten. A szigetről keresztelték el az Architeuthis sanctipauli nevű, kalmárok (Teuthida) rendjébe tartozó óriáskalmárfajt, amelynek egy példányát 1875-ben itt vetette partra az óceán.